# گودل (ارومیه)
گودل (ارومیه)، روستایی از توابع بخش صومای برادوست شهرستان ارومیه در استان آذربایجان غربی ایران است.
این روستا تشکیل شده از بزرگ خاندانی بنام تمر پاشا می باشد.
ودر بعدها به دلیل داشتن آب فراوان و مراتع بسیاری از کوچ نشینان منطقه ای برادوست برای عشایری به انجا می رفتند.
```
گودل یک روستایی همیشه سرسبز در نقطه صفر مرزی می باشد.
```

شغل مردم این روستا دامداری و کشاورزی و زنبورداری می باشد.در شرق این با روستای بردوک در شمال با روستای کوران و در غرب با روستایی حسنلو همسایه می باشد.
مردم این روستا از قدیم مهمان پذیر بوده اند.
همه مردم این روستا از طایفه بیگزاده هستند
تمر پاشا در روستایی جوجهی فعلی زندگی می کردند به دلیل قبول نکردن فرمان مالکان قدیم به گودل فعلی روی می اوردند و روستایی گودل را می سازنند.
روستایی گودل در سه فصل سرسبز است و زمستان آن بیشتر از 4ماه سرد است.

## جمعیت
این روستا در دهستان صومای جنوبی قرار دارد و براساس سرشماری مرکز آمار ایران [[سرشماری عمومی نفوس و مسکن در سال (1402)، جمعیت آن 151 نفر (35خانوار) بوده‌است.